# Nannoleon michaelseni
Nannoleon michaelseni là một loài côn trùng trong họ Myrmeleontidae thuộc bộ Neuroptera. Loài này được Esben-Petersen miêu tả năm 1928.